# Croixdalle
Croixdalle é uma comuna francesa na região administrativa da Normandia, no departamento de Sena Marítimo. Estende-se por uma área de 11,05 km². Em 2010 a comuna tinha 317 habitantes (densidade: 28,7 hab./km²).